# Blood Blockade Battlefront
Blood Blockade Battlefront (jap. 血界戦線 Kekkai sensen) – manga autorstwa Yasuhiro Nightowa. Po raz pierwszy ukazała się w maju 2008 jako one-shot w magazynie „Jump Square” wydawnictwa Shūeisha. 3-rozdziałowa seria, z podtytułem Mafūgai kessha, była publikowana w tym samym czasopiśmie od stycznia do marca 2009. Później była wydawana w magazynie „Jump SQ.19” od maja 2010 do lutego 2015. W Polsce prawa do jej dystrybucji nabyło Studio JG.
Bezpośredni sequel, zatytułowany Kekkai sensen: Back 2 Back, był wydawany w magazynie „Jump SQ.Crown” od lipca 2015 do stycznia 2018. Następnie został przeniesiony do „Jump SQ.Rise”, gdzie ukazywał się od kwietnia 2018 do kwietnia 2022. Trzecia seria, zatytułowana Kekkai sensen: Beat 3 Peat, jest publikowana w magazynie „Jump SQ.Rise” od października 2022.
Na podstawie mangi studio Bones wyprodukowało serial anime, który emitowano od kwietnia do października 2015. Drugi sezon, zatytułowany Kekkai sensen & Beyond, był emitowany od października do grudnia 2017.

## Fabuła
Historia opowiada o organizacji Libra, która walczy z przestępczością w Hellsalem’s Lot, dawniej znanym jako Nowy Jork. Miasto to powstało po otwarciu portalu do „Beyond”, stając się paranormalnym tyglem potworów, magii i codziennego, przyziemnego życia. Zadaniem Libry jest utrzymywanie porządku i zapobieganie rozprzestrzenieniu się okropności tego miasta na świat zewnętrzny.

## Bohaterowie
- Leonardo Watch (jap. レオナルド・ウォッチ Reonarudo Wotchi)

Seiyū: Daisuke Sakaguchi 
Skromny młody fotograf, który przybył do Hellsalem’s Lot, aby pomóc swojej chorej siostrze. Tajemnicza istota obdarzyła go „Wszechwidzącymi oczami boga”, dzięki czemu zyskał szereg zdolności takich jak przejmowanie kontroli nad wzrokiem innych ludzi, umiejętność odkrywania iluzji i wykrywanie aury, kosztem wzroku swojej siostry. Jednak jego oczy mają ograniczenia, gdyż nadużywane, mają tendencję do krwawienia. Staje się częścią Libry przez czysty przypadek, szybko zostając jednym z najważniejszych członków ze względu na swoją moc. Ma tendencję do bycia zastraszanym przez Zappa, a jego brak umiejętności walki zwykle naraża go na niebezpieczeństwo, zwłaszcza przed tymi, którzy pożądają jego mocy.
- Klaus Von Reinherz (jap. クラウス・V・ラインヘルツ Kurausu Fon Rainherutsu)

Seiyū: Rikiya Koyama 
Przywódca Libry. Jest dużym, silnym mężczyzną z wadą zgryzu, która powoduje, że jego dolne kły wystają z jego ust. Jest określany przez swoich ludzi jako niezrównany dżentelmen o niezachwianej woli. Walczy mosiężnymi kastetami w kształcie krucyfiksów, z których może czerpać krew, za pomocą której tworzy krzyże do walki lub może pieczętować wrogów. Jest również bardzo inteligentny, będąc w stanie grać w szachy zwane Prosfair przez okres dziewięćdziesięciu dziewięciu godzin przeciwko istocie, która studiowała tę grę przez tysiące lat. Jego ostateczna technika pozwala mu uwięzić Rasy Krwi, jednak aby je zabić musi poznać prawdziwe imię wroga, co wymaga od Leo użycia jego mocy, aby je ujawnić.
- Zapp Renfro (jap. ザップ・レンフロ, Zappu Renfuro)

Seiyū: Kazuya Nakai 
Członek Libry. Jest niezrównanym kobieciarzem i hazardzistą, do tego stopnia, że często wpada w kłopoty z powodu długów. Jego moc polega na zamienianiu krwi w ostrza oraz materiały wybuchowe. Jest niezwykle wyszkolony, co pozwala mu nadążyć za istotami znacznie szybszymi niż to, co zazwyczaj jest możliwe dla ludzkiego oka. Jego nierozważne działania często wpędzają go i resztę Libry w kłopoty. Jest partnerem Leonardo i pomimo jego nastawienia, w pewien sposób troszczy się o niego. Zawsze stara się pokonać Klausa w walce, jednak zawsze z nim przegrywa.
- Chain Sumeragi (jap. チェイン・皇, Chein Sumeragi)

Seiyū: Yū Kobayashi 
Nosząca kombinezon członkini Libry, która potrafi poruszać się z dużą prędkością. Jest wilkołaczką z mocą niewidzialności, a także współpracowniczką organizacji Loups-Garous from Nowhere. Na zlecenie Libry wykonuje głównie zadania rozpoznawcze. Z natury jest sadystką, do tego stopnia, że rani innych (zwłaszcza Zappa, z którym jest w złych stosunkach) lub w inny sposób okazuje obojętność wobec tych, którzy są w niebezpieczeństwie. Jednak w niektórych momentach serii okazuje się, że troszczy się o swoich kolegów z drużyny, głównie o Leo.
- Steven A. Starphase (jap. スティーブン・A・スターフェイズ, Sutībun Ē Sutāfeizu)

Seiyū: Mitsuru Miyamoto 
Zastępca dowódcy Libry. Podejrzany człowiek z wieloma kontaktami w różnych dziedzinach. Ma moc manipulowania krwią za pomocą krzyżyków na podeszwach butów, zamieniając ją w lód, który zamraża wrogów podczas kontaktu. Jest dżentelmenem, podobnie jak Klaus.
- K.K.

Seiyū: Ai Orikasa 
Energiczna i pewna siebie członkini Libry z opaską na oku, która czasami bywa bardzo niecierpliwa. Jest bardzo oddana swojemu mężowi i dwóm młodym synom. Walczy za pomocą broni palnej, której pociski porażają wrogów prądem.
- Gilbert F. Altstein (jap. ギルベルト・F・アルトシュタイン, Giruberuto Efu Arutoshutain)

Seiyū: Banjō Ginga 
Członek Libry i kamerdyner Klausa. Jego twarz pokryta jest bandażami, przez co wygląda jak mumia. Jest znany jako słynny lokaj bojowy i posiada zdolności regeneracyjne. Jeździ niestandardowym pojazdem z wieloma broniami i jest bardzo zaciekły pomimo swojej spokojnej postawy. Zajmuje się większością zadań wywiadowczych Libry.
- Zed O’Brien (jap. ツェッド・オブライエン, Tseddo Oburaien)

Seiyū: Hikaru Midorikawa 
Surowy tryton o mocach podobnych do Zappa, ponieważ obaj byli uczeni przez tego samego mistrza. Jednak zdolność Zeda jest oparta na wietrze, w przeciwieństwie do Zappa, który włada ogniem. Może używać swojej krwi do tworzenia trójzębów. Dołącza do Libry po tym, jak został porzucony przez swojego mistrza w Hellsalem’s Lot. Jego postać jest inspirowana Abe Sapienem z serii Hellboy.
- Sonic (jap. 音速猿, Onsokuzaru)

Seiyū: Yūma Uchida 
Małpa zdolna do poruszania się z prędkością dźwięku. Na początku serii kradnie aparat Leonarda, ale ostatecznie staje się jego zwierzakiem po tym, jak Leo go ratuje.
- Blitz T. Abrams (jap. ブリッツ・Ｔ・エイブラムス, Burittsu Tī Eiburamusu)

Seiyū: Akio Ōtsuka 
Były mentor Klausa i legendarny łowca wampirów. Jego przydomek „Szczęściarz Abrams” jest wynikiem wielu klątw nałożonych na niego przez jego wampirzych wrogów. Jednak szczęście, które chroni go przed zranieniem, w zamian dotyka osób znajdujących się w pobliżu, dlatego nawet jego koledzy trzymają się od niego z daleka z obawy przed śmiercią.
- Patrick (jap. パトリック, Patorikku)

Seiyū: Unshō Ishizuka 
Rzemieślnik, handlarz i okazjonalny wojownik Libry.
- Deldro Brody & Dog Hummer (jap. デルドロ・ブローディ ＆ ドグ・ハマー, Derudoro Burōdi & Dogu Hamā)

Seiyū: Keiji Fujiwara & Mamoru Miyano 
Dwóch mężczyzn w jednym ciele. Dog Hummer to przystojny mężczyzna, którego krew została zastąpiona upłynnionym ciałem seryjnego mordercy Deldro Brody’ego. Brody może zmaterializować się jako gigantyczna żywa zbroja, która otacza Hummera, dając mu ogromną siłę fizyczną. Obaj są trzymani w zamknięciu w najgłębszej części największego więzienia Hellsalem’s Lot, ale bywają wzywani przez Librę, aby pomóc im wyjść z tragicznych sytuacji. Ich postacie są inspirowane Carnage’m i Venomem Marvela.
- Femt (jap. フェムト, Femuto)

Seiyū: Akira Ishida 
Samozwańczy Król Rozpusty, władca Hellsalem’s Lot i przywódca potężnego syndykatu przestępczego działającego w mieście, znanego jako Trzynastu Królów. Znany jest ze swojej sadystycznej osobowości i tendencji do wywoływania spustoszenia w Hellsalem tylko ze względu na swoje emocje.
- Michella Watch (jap. ミシェーラ・ウォッチ, Mishēra Wotchi)

Seiyū: Nana Mizuki 
Młodsza siostra Leonarda, która ma problemy z chodzeniem i porusza się na wózku inwalidzkim. Jej wzrok został skradziony przez demona, który siłą wszczepił jej bratu „Wszechwidzące oczy boga”.
- Vivian (jap. ビビアン, Bibian)

Seiyū: Miyuki Sawashiro 
Dziewczyna pracująca w knajpie, do której często chodzi Leo.
- White (jap. ホワイト, Howaito) / Mary Macbeth (jap. メアリー・マクベス, Mearī Makubesu)

Seiyū: Rie Kugimiya 
- Black (jap. ブラック, Burakku) / William Macbeth (jap. ウィリアム・マクベス, Uiriamu Makubesu)

Seiyū: Rie Kugimiya 

## Manga
Manga po raz pierwszy została opublikowana 2 maja 2008 jako one-shot w magazynie „Jump Square” wydawnictwa Shūeisha. Zawierał on tylko kilku członków ostatecznej obsady i miał znacznie inny ton, który kładł większy nacisk na historię polowania na wampiry we współczesnym mieście. 3-rozdziałowa seria, zatytułowana Kekkai sensen − Mafūgai kessha (jap. 血界戦線 -魔封街結社-), była wydawana w tym samym czasopiśmie od 5 stycznia do 4 marca 2009. Kolejny rozdział one-shota został opublikowany w magazynie „Jump SQ.M” vol.002, wydanym 23 października 2009. Kolejne rozdziały serii ukazywały się w zupełnie nowym wówczas magazynie „Jump SQ.19”, którego pierwszy numer opublikowano 19 maja 2010. Manga zakończyła się wraz z 18. i ostatnim numerem „Jump SQ.19”, wydanym 19 lutego 2015. Seria została zebrana w 10 tankōbonach, wydanych między 4 stycznia 2010 a 3 kwietnia 2015.
W Polsce manga ukazała się nakładem wydawnictwa Studio JG.
| Nr | Język japoński   | Język japoński         | Język polski     | Język polski           |
| Nr | Data wydania     | ISBN                   | Data wydania     | ISBN                   |
| --- | ---------------- | ---------------------- | ---------------- | ---------------------- |
| 1 | 4 stycznia 2010  | ISBN 978-4-08-874723-1 | 8 listopada 2021 | ISBN 978-83-8001-784-9 |
| Lista rozdziałów - 1. Ukryci we mgle (jap. 霧に烟ぶるものども Kiri ni kemuri buru monodomo) - 2. Leo, świadek (jap. Watchman Leo) - 3. Katastrofa (jap. カタストロフシティ Katasutorofu shiti) - 4. W pogoni za pojazdem widmo! (jap. 幻の幽霊車両を追え！！ Maboroshi no gōsutowagon o oe!!)                                                                                       |                  |                        |                  |                        |
| 2 | 4 listopada 2010 | ISBN 978-4-08-870109-7 | 27 stycznia 2022 | ISBN 978-83-8001-864-8 |
| Lista rozdziałów - 5. Gra światów (jap. 世界と世界のゲーム Sekai to sekai no gēmu) - 5,5. Ostatnie dziewiętnaście godzin Tonia Andriettiego (jap. トーニオ・アンドレッティ最後の19時間 Tōnio Andoretti saigo no 19-jikan) - 6. Blood Line Fever |                  |                        |                  |                        |
| 3 | 2 maja 2011      | ISBN 978-4-08-870228-5 | 11 maja 2022     | ISBN 978-83-8001-893-8 |
| Lista rozdziałów - 7. Day In, Day Out - 7,5. Pandorum Asylum Rhapsody (jap. パンドラム・アサイラム・ラプソディ Pandoramu asairamu rapusodi) - 8. Uderzenie krwawego młota (jap. 震撃の血槌 Shingeki no buraddohanmā) |                  |                        |                  |                        |
| 4 | 2 grudnia 2011   | ISBN 978-4-08-870339-8 | 30 sierpnia 2022 | ISBN 978-83-8001-950-8 |
| Lista rozdziałów - 9. Pięści E-denu (jap. 拳客のエデン Kenkyaku no eden) - 10. Blitzkrieg pewnego lokaja (jap. とある執事の電撃作戦 Toaru shitsuji no burittsukurīgu) - 10,5. Cherchez L’idole |                  |                        |                  |                        |
| 5 | 4 czerwca 2012   | ISBN 978-4-08-870435-7 | 9 grudnia 2022   | ISBN 978-83-8257-043-4 |
| Lista rozdziałów - 11. Don’t Forget To Don’t Forget Me - 12. Najdłuższy dzień Z (cz. 1) (jap. Ｚの一番長い日（前編） Zappu no ichiban nagai hi (zenpen)) - 13. Najdłuższy dzień Z (cz. 2) (jap. Ｚの一番長い日（後編） Zappu no ichiban nagai hi (kōhen)) |                  |                        |                  |                        |
| 6 | 4 grudnia 2012   | ISBN 978-4-08-870558-3 | 28 lutego 2023   | ISBN 978-83-8257-116-5 |
| Lista rozdziałów - 14. Run! Lunch! Run!!! (jap. ラン！ランチ！！ラン！！！ Ran! Ranchi!! Ran!!!) - 15. Wielki plan wilczycy (Chain Possible) (jap. 人狼大作戦 Chein: Posshiburu) - 16. The Outlaw Of Green |                  |                        |                  |                        |
| 7 | 4 czerwca 2013   | ISBN 978-4-08-870868-3 | 5 czerwca 2023   | ISBN 978-83-8257-183-7 |
| Lista rozdziałów - 17. Walka na śmierć i życie w skali makro (cz. 1) (jap. マクロの決死圏（前編） Makuro no kesshi-ken (zenpen)) - 18. Walka na śmierć i życie w skali makro (cz. 2) (jap. マクロの決死圏（後編） Makuro no kesshi-ken (kōhen)) - 19. Escape From Pain (Chain Reaction) (jap. エスケープ フロム ペイン チェインリアクション Esukēpu furomu pein Cheinriakushon)     |                  |                        |                  |                        |
| 8 | 4 grudnia 2013   | ISBN 978-4-08-870869-0 | 28 sierpnia 2023 | ISBN 978-83-8257-204-9 |
| Lista rozdziałów - 20. Król królewskiej restuaracji (jap. 王様のレストランの王様 Ōsama no resutoran no ōsama) - 21. Szpitalny oddział widmo powraca (cz. 1) (jap. 幻界病棟ライゼズ（前編） Maboroshi-kai byōtō raizezu (zenpen)) - 22. Szpitalny oddział widmo powraca (cz. 2) (jap. 幻界病棟ライゼズ（後編） Maboroshi-kai byōtō raizezu (kōhen))                                  |                  |                        |                  |                        |
| 9 | 4 czerwca 2014   | ISBN 978-4-08-880078-3 | 29 marca 2024    | ISBN 978-83-8257-300-8 |
| Lista rozdziałów - 23. Skrzelowy blues (cz. 1) (jap. 鰓呼吸ブルース（前編） Era kokyū burūsu (zenpen)) - 24. Skrzelowy blues (cz. 2) (jap. 鰓呼吸ブルース（後編） Era kokyū burūsu (kōhen)) - 25. Bratatat Mom |                  |                        |                  |                        |
| 10 | 3 kwietnia 2015  | ISBN 978-4-08-880233-6 | 29 marca 2024    | ISBN 978-83-8257-351-0 |
| Lista rozdziałów - 26. #1: Rozdział (jap. 妖眼幻視行 Chapter-1 Yōme genshikō Chapter-1) - 27. #2: Rozdział (jap. 妖眼幻視行 Chapter-2 Yōme genshikō Chapter-2) - 28. #3: Rozdział (jap. 妖眼幻視行 Chapter-3 Yōme genshikō Chapter-3) - 29. #4: Rozdział (jap. 妖眼幻視行 Chapter-4 Yōme genshikō Chapter-4) - 30. #5: Rozdział (jap. 妖眼幻視行 Chapter-5 Yōme genshikō Chapter-5) |                  |                        |                  |                        |

Pierwszy rozdział bezpośredniego sequela, zatytułowanego Kekkai sensen: Back 2 Back, ukazał się 17 lipca 2015 w pierwszym numerze „Jump SQ.Crown”. Po zakończeniu publikacji magazynu 19 stycznia 2018, seria została przeniesiona do czasopisma „Jump SQ.Rise”, w którym ukazywała się od 16 kwietnia 2018 do 28 kwietnia 2022. Wydawnictwo Shūeisha zebrało jej rozdziały w 10 tankōbonach, wydawanych od 4 stycznia 2016 do 4 sierpnia 2022.
| Nr | Data wydania (język japoński) | ISBN (język japoński)  |
| -- | ----------------------------- | ---------------------- |
| 1  | 4 stycznia 2016               | ISBN 978-4-08-880542-9 |
| 2  | 2 września 2016               | ISBN 978-4-08-880783-6 |
| 3  | 4 września 2017               | ISBN 978-4-08-881174-1 |
| 4  | 4 grudnia 2017                | ISBN 978-4-08-881294-6 |
| 5  | 4 lipca 2018                  | ISBN 978-4-08-881517-6 |
| 6  | 4 marca 2019                  | ISBN 978-4-08-881770-5 |
| 7  | 4 grudnia 2019                | ISBN 978-4-08-882151-1 |
| 8  | 4 września 2020               | ISBN 978-4-08-882501-4 |
| 9  | 4 czerwca 2021                | ISBN 978-4-08-882672-1 |
| 10 | 4 sierpnia 2022               | ISBN 978-4-08-883202-9 |

Trzecia seria, zatytułowana Kekkai sensen: Beat 3 Peat, ukazuje się w magazynie „Jump SQ.Rise” od 26 października 2022.
| Nr | Data wydania (język japoński) | ISBN (język japoński)  |
| -- | ----------------------------- | ---------------------- |
| 1  | 4 lipca 2023                  | ISBN 978-4-08-883571-6 |
| 2  | 4 kwietnia 2024               | ISBN 978-4-08-883853-3 |

## Anime
W maju 2014 ogłoszono, że manga zostanie zaadaptowana na telewizyjny serial anime, który został wyprodukowany przez studio Bones i wyreżyserowany przez Rie Matsumoto. Premiera odbyła się 4 kwietnia 2015. Ostatni odcinek pierwotnie miał zostać wyemitowany 4 lipca, jednakże został opóźniony z powodu przekroczenia długości swojego standardowego 30-minutowego pasma czasowego. Ostatecznie został wyemitowany 4 października 2015. 25-minutowy odcinek OVA, zatytułowany Ōsama no Restaurant no ōsama został, dołączony do oficjalnego przewodnika serii, który wydano 3 czerwca 2016.
Drugi sezon, zatytułowany Kekkai sensen & Beyond, został zapowiedziany w grudniu 2016. Był emitowany od 7 października do 24 grudnia 2017, licząc łącznie 12 odcinków. 24-minutowy odcinek OVA został dołączony do 5 tomu mangi Kekkai sensen: Back 2 Back, który został wydany 4 lipca 2018.

### Ścieżka dźwiękowa
| Seria          | Tytuł                       | Wykonawcy                | Źródło   |
| Czołówka       | Czołówka                    | Czołówka                 | Czołówka |
| -------------- | --------------------------- | ------------------------ | -------- |
| 1              | „Hello, world!”             | Bump of Chicken          | [ 62 ]   |
| 2              | „fake town baby”            | Unison Square Garden     | [ 63 ]   |
| Napisy końcowe |                             |                          |          |
| 1              | „Sugar Song to Bitter Step” | Unison Square Garden     | [ 64 ]   |
| 2              | „Step Up Love”              | DAOKO x Yasuyuki Okamura | [ 65 ]   |